# Li Sze
Li Sze (Li Si) (i. e. 280 - i. e. 208) Csi Si Huang-ti (Qin Shi Huangdi) befolyásos főminisztere, a birodalomegyesítő intézkedések egyik kidolgozója, aki i. e. 246-tól állt Csin (Qin) szolgálatában. Legista politikusként szorgalmazta a hatalom központosítását, a bürokrácia megerősítését, az arisztokrácia letörését. I. e. 233-ban állítólag szerepe volt egykori tanulótársa, Han Fej-ce (Han Feizi) halálában. I. e. 213-ban az ő tanácsára került sor a nagy könyvégetésre, melynek során a Csin (Qin)-beli krónikák és a gyakorlati hasznú (mezőgazdasággal, jóslással, orvoslással foglalkozó) könyvek kivételével a birodalomban minden könyvet elégettek. Csin Si Huang-ti (Qin Shi Huangdi) i. e. 210-ben bekövetkezett halála után szerepet játszott a második császár, Csin Er Si Huang-ti puccsal történt trónra ültetésében. I. e. 208-ban egykori cinkostársa, a Csin Er császárt bábként irányító Csao Kao (Zhao Gao) a kiéleződött hatalmi harcok során családjával együtt kivégeztette.

## Élete
Li Sze (Li Si) életrajzát, a halálát követően valamivel több mint száz évvel a nagy történetíró, Sze-ma Csien (Sima Qian) jegyezte fel monumentális történeti műve, A történetíró feljegyzései 87. fejezetében. Ezenkívül ugyanebben a műben más, a Csin (Qin)-dinasztiával kapcsolatos fejezetben is felbukkan az alakja.
Innen lehet tudni, hogy Li Sze (Li Si) i. e. 280-ban született, a Hadakozó fejedelemségek idején a Csu (Chu) államhoz tartozó Sangcaj (Shangcai)ban. Ifjúkorában tartományi kishivatalnok volt, és a kor nagy gondolkodójánál, Hszün-ce (Xunzi)nél (kb. 1. e. 310 - i. e. 220) tanult, diáktársával, a később nagy legista filozófussá lett Han Fej-ce (Han Feizi)vel együtt.

### Csin(Qin)szolgálatában
i. e. 247-ben elhagyta mesterét és Csin (Qin)be utazott, ahol Lü Pu-vej (Lü Buwei) 呂不韋, a kereskedőből lett miniszter követője lett. I. e. 246-ban Csin (Qin) királya, a későbbi Első Császár fogadta őt és kinevezte főírnoknak (csang-si (zhangshi) 長史). Valamikor i. e. 237 és i. e. 221 között igazságügyi miniszter (ting-vej (tingwei) 廷尉) lett, ekkori tevékenységével kapcsolatban azonban nagyon kevés információ maradt fenn. I. e. 233-ban intrikáival szerepet játszott Han Fej-ce (Han Feizi) halálában. Valamikor az i. e. 221-es birodalomegyesítést követően, i. e. 219 és 213 között Csin Si Huang-ti (Qin Shi Huangdi) baloldali főminiszterré (co cseng-hsziang (zuo chengxiang) 左丞相) nevezte ki, ez volt Csin (Qin)ben a legmagasabb tisztség. Ekkor már valószínűleg jó néhány éve ő lehetett a birodalom legbefolyásosabb embere.
Egyesek szerint valójában Li Sze (Li Si) állt az Első Császár legtöbb intézkedése mögött, ő fejezte be azt a folyamatot, amelyet Sang jang (Shang Yang) kezdett el. Csin (Qin) szigorú törvényeit és közigazgatási rendszerét kiterjesztette az egész birodalomra, jelentős része volt a konfuciánus tudósokkal való kegyetlen leszámolásban, s híres beszéde alapján került sor a nagy könyvégetésre:

„Szolgád azt kéri, hogy mindazok, akiknek birtokában van valami irodalmi mű, a Dalok könyve, az Írások könyve, vagy a »száz filozófus« mondásai, csupán akkor mentesüljenek a büntetés alól, ha megsemmisítik ezeket. Aki a rendelet kiadásától számított harminc napon belül nem semmisítené meg ezeket a könyveket, arra bélyeget kell sütni és kényszermunkára kell küldeni. Ugyanakkor mindenki megtarthatja a gyógyászattal, a jóslással és a földműveléssel foglalkozó könyveket. Ha pedig valaki tanulni akar, az csak az állami hivatalnokokat ismerje el mesterének.
Az Első Felséges jónak találta Li Sze (Li Si) javaslatát. Elkoboztatta és megsemmisítette a Dalok könyvét, az Írások könyvét és mind a »száz filozófus« mondását, hogy így ostobaságban tudja tartani a népét. El is érte, hogy az égalattiban senki sem tudta felhasználni többé a múltat a jelen ócsárlására...”

## Ideológiája
Li Sze (Li Si) a tettek embere volt, elvei Sang Jang (Shang Yang)hoz hasonlóan szintén csak A történetíró feljegyzéseiben idézett beadványaiból, beszédeiből ismerhetők meg. Ezekben többször hivatkozik Sen Pu-haj (Shen Buhai)ra 申不害 és Han Fej-ce (Han Feizi)re, az egyes konkrét helyzetekhez kapcsolódóan pedig tiszta legista elveket fejt ki.
Ezen szövegekből látható, hogy Li Sze (Li Si) elveiben is a legista hatalomelméletet követte. Az egyik beadványa  arra buzdítja az ifjú császárt, hogy szabjon ki szigorú büntetéseket és fokozza az alattvalók ellenőrzését. A részletben szerepel mind a három legista alapfogalom, a si (shi) 勢 („hatalmi helyzet”), a su (shu) 術 („kormányzati módszer”) és a fa 法 („törvény”) – e három fogalom kombinálása egyértelműen Han Fej-ce (Han Feizi) hatását tükrözi, akit Li Sze (Li Si) csaknem szó szerint idéz is.

## Halála
Csin Si Huang-ti (Qin Shi Huangdi) i. e. 210. szeptember 10-én hunyt el, távol a fővárostól, egy utazása során. Li Sze (Li Si)t váratlanul érte az uralkodó halála, valahogy időt akart nyerni, hogy az utódlás körülményeit olyan módon tudja alakítani, amely számára kedvező lehet. Az ehhez vezető utat pedig abban látta, ha az elhunyt császár fiai közül valaki olyat segít a trónra, akit kellőképpen a befolyása alatt tud tartani. Cinkostársával, a császár bizalmas tanácsadójának számító Csao Kao (Zhao Gao) 趙高 főeunuchhal egy közösen hamisított császári paranccsal öngyilkosságra kényszerítették az elhunyt császár legidősebb fiát, Fu-szu (Fusu)t, a törvényes trónörököst. A császár holttestét titokban szállították vissza a fővárosba, Hszienjang (Xianyang)ba sózott halakkal megrakott szekéren, amelynek az volt a célja, hogy a hat hétig tartó út során oszlásnak indult tetem bűzét valahogy elfedjék. A császár végrendeletét meghamisították, és fiai közül, az uralkodásra talán a legkevésbé alkalmas, Csao Kao (Zhao Gao) tanítványát, Hu-haj (Huhai)t ültették trónra.
A Csao Kao (Zhao Gao) és Li Sze (Li Si) közötti hatalmi rivalizálás miatt azonban hamar elmérgesedett a helyzet. Mivel Csao Kao (Zhao Gao) volt az új császár egykori nevelője, a befolyása is nagyobb lehetett. Elérte, hogy a császár bizalma megrendüljön az őt trónra segítő miniszterrel szemben. Nyilvánvalóan Csao Kao (Zhao Gao) sugallatára a következő levélben fejezte ki a személye iránti elégedetlenségét:

„Apám egy kis ország királyaként kezdte, és egy birodalom alapítója lett. Visszaverte a barbárok támadását, békét teremtett, és palotákat épített diadala örömére... Én alig két éve uralkodom, és a birodalmat mindenfelől rablók fenyegetik... Te nem teljesítetted az első császár utolsó kívánságát, és engem sem szolgálsz hűséggel. Nem vagy méltó a hivatalodra!”

Csao Kao (Zhao Gao), aki akkorra már végezett valamennyi vetélytársával - kíméletlen tisztogatásának miniszterek, hercegek és katonatisztek estek áldozatául - végül i. e. 208-ban, az ekkor már több mint hetven esztendős Li Sze (Li Si)t is kivégeztette annak teljes családjával együtt harmadíziglen. Li Sze (Li Si) kivégzésére a főváros piacterén került sor „az öt büntetésnek” (vu-hszing (wu xing) 五刑) nevezett módon. A sors fintora, hogy ezt, a kínzással egybekötött kivégzési formát korábban épp Li Sze (Li Si) „reformálta meg”, amely ekkoriban abból állt, hogy az először az elítélt orrát vágták el, ezt követően a karjait és a lábait, majd pedig a kasztrálását követően, derékban kettévágták.